# Крикхауъл
Крикха̀уъл (на английски: Crickhowell; на уелски: Crug Hywel, Crughywel, и Crucywel, Кригхъ̀уел и Крикъ̀уел) е град в Югоизточен Уелс, графство Поуис. Разположен е около река Ъск на около 25 km на север от столицата Кардиф. Популярна туристическа дестинация. Населението му е около 2800 души.